# Крассов, Эрнст Дитлев фон
Барон (с 1707 года) Эрнст Дитлев фон Крассов (Крассау) (швед. Ernst Detlof von Krassow; около 1660 — 23 января 1714) — шведский военачальник, соратник Карла XII, генерал-лейтенант (1710), участник Северной войны.

## Биография
Представитель дворянского рода с острова Рюген. Впервые выступил на военном поприще в сражении при Ландскруне (1677), где его мужество обратило на себя внимание короля. Затем он несколько лет сражался в составе шведского контингента в Нидерландах на стороне Виллема III, участвовал в битве при Флерюсе (1690).
В 1699 году вернулся на шведскую службу в чине полковника, сформировал Бременский драгунский полк. В годы Северной войны участвовал в Польском походе Карла XII, при штурме Львова (1704) тяжело ранен.
В кампании 1706 года сражался при Фрауштадте, получил чин генерал-майора. В неудачной для шведов битве при Калише едва сумел спастись, вышел в отставку. В 1707 году Карл XII пожаловал ему баронское достоинство и вернул на военную службу.
В 1708 году, когда Карл XII предпринял свой поход против Русского Царства, оставлен в Польше во главе 8—тысячного вспомогательного корпуса, оставленного для поддержки короля Станислава Лещинского. Поражение Карла XII в Полтавской битве (1709) резко изменило стратегическую обстановку. Крассов вынужден был уйти из Польши в Померанию. В 1710 году получил чин генерал-лейтенанта и должность генерал-губернатора Бремена и Вердена.
В 1711 году назначен комендантом находившегося тогда под властью Швеции Висмара. В 1712 году направлен в Ганновер просить помощи против ожидаемого нападения датчан.
Умер 23 января 1714 года. Доказательством того, как его высоко ценил король Карл XII, служит то, что после своего возвращения из Турции, последний приказал перевезти тело Крассова на Рюген и там похоронить его с большим почестями.
Его брат Адам Филипп фон Крассов (1664—1736) был генерал-лейтенантом на службе герцога Мекленбурга.